# Pseudoschinia elautalis
Pseudoschinia elautalis är en fjärilsart som beskrevs av Augustus Radcliffe Grote 1881. Pseudoschinia elautalis ingår i släktet Pseudoschinia och familjen Crambidae. Inga underarter finns listade i Catalogue of Life.